# Agapanthia intermedia
Agapanthia intermedia es una especie de escarabajo del género Agapanthia, familia Cerambycidae. Fue descrita científicamente por Ganglbauer en 1884.
Habita en Alemania, Austria, Crimea, España, Francia, Hungría, Italia, Kazajistán, Moldavia, Nueva Guinea, Polonia, Rumania, Rusia, Eslovaquia, Suiza, Chequia y Ucrania. Esta especie mide aproximadamente 8-12 mm y su período de vuelo ocurre en los meses de mayo, junio y julio.